# 小行星17459
小行星17459（17459 Andreashofer）是一颗绕太阳运转的小行星，为主小行星带小行星。该小行星于1990年10月13日发现。

## 轨道参数
小行星17459的轨道半长轴为2.2530038 UA，离心率为0.180。